# Alliance pour la relibération de la Somalie
L'Alliance pour la relibération de la Somalie (ARS) a été créée à Asmara en Érythrée, après la défaite de l'Union des tribunaux islamiques (UTI) qui a dirigé la capitale Mogadiscio entre juin et décembre 2006.

## Composition
Cette alliance regroupait les opposants au régime du président du gouvernement national de transition, Abdullahi Yusuf Ahmed, et rassemblait en son sein plusieurs Somaliens d'importance : Sharif Ahmed, ancien chef de l'UTI, Hassan Dahir Aweys, ancien dirigeant du mouvement AIAI (Al-Ittihad al-Islami), ainsi que Hussein Mohamed Farah, fils du défunt général Mohamed Farah Aïdid.

## Objectif
L'objectif initial de l'ARS était de proposer une solution différente pour résoudre les problèmes de la crise somalienne qui durent depuis la fin du dictateur Mohamed Siad Barre en 1991. 
L'ARS reste néanmoins un assemblage assez hétéroclite de Somaliens venant d'horizons divers et seulement réunis par leur opposition au GNT. Sa position à Asmara n'a rien d'étonnant car l'UTI était largement soutenue par ce pays avant et pendant l'invasion Éthiopienne de 2006. 
Cependant, cette alliance s'est rapidement séparée en au moins deux groupes. Le premier, mené par Sharif Ahmed, est favorable à une solution négociée et a participé aux deux conférences tenues à Djibouti en 2008 et 2009. Ces conférences ont débouché sur l'élection de Sharif Ahmed en tant que président du nouveau gouvernement de transition, qui espère rétablir la paix tout en instaurant un régime islamique inspiré de la charia. Le second groupe, Hizbul Islam, dont Hassan Dahir Aweys est un représentant, s'oppose à toute solution négociée et reste favorable à une prise de pouvoir par la force.